# Micropentila dorothea
Micropentila dorothea är en fjärilsart som beskrevs av Bethune-Baker 1903. Micropentila dorothea ingår i släktet Micropentila och familjen juvelvingar. Inga underarter finns listade i Catalogue of Life.